# Antipodenectes
Antipodenectes es un género extinto de saurópsidos mosasáuridos que vivió durante el Maastrichtiense en el período Cretácico (era Mesozoica), hace entre 70-66 millones de años en el área de las actuales Nueva Zelanda.
Antipodenectes mokoroa fue originalmente llamado Mosasaurus mokoroa por Welles y Gregg (1971), pero Street (2016) lo encontró más cercano a Plotosaurus que a la especie tipo Mosasaurus, erigiéndose en el nomen ex dissertationae Antipodenectes para M. mokoroa.